# Kopacz (góra)
Kopacz (daw. Bana gura, 1877; Rudowa gura, 1787) – masyw górski na terenie Pogórza Dynowskiego na północ od Sanoka, będący przedłużeniem Pasma Olchowieckiego Gór Słonnych na zachód od Doliny Sanu, który w tym miejscu tworzy Przełom Sanu w Trepczy, na zachód odgraniczony jest doliną Pijawki od masywu Wrocznia, na północ przez przełęcz nad Dębną łączy się z Pasmem Grabówki. 
Występują tu pstre iły o zabarwieniu czerwonych oraz niewielkie ilości rud manganu
Z lewej uchodzący do Sanu potok Dębny, biorący swój początek w masywie Kopacza i Głębokiej. 
W masywie Kopacza, bezpośrednio nad doliną Sanu leżą grodziska Horodyszcze i Horodna. Odnaleziono tu również ślady osadnictwa wczesnośredniowiecznego, osadnictwa z wczesnej epoki brązu i okresu lateńskiego, w tym najstarszą na ziemiach polskich złotą monetę celtycką oraz szklane bransolety. W masywie znajdują się również VIII — X wieczne cmentarzyska ciałopalne i kurhanowe, a na przeciwległej kulminacji cerkwisko po XII wiecznej cerkwi. 
U podnóża góry Kopacz biegnie historyczny szlak, którym transportowano sól tyrawską, a obecnie droga powiatowa z Sanoka do Mrzygłodu.  

## zobacz też
- Trepcza
- Biała Góra (Góry Słonne)